# 愛庫存
愛庫存是中華人民共和國上海市的一家企業與企業間電商平台，成立於2017年，隸屬於夢餉集團。創始人為冷靜。該公司成立2年內获得君联资本、钟鼎创投及建发集团的15亿元融资。

## 外部連結
- 官方网站